# George Amaro
George Corrêa Amaro (Rio Grande do Sul) é um cientista da computação brasileiro.
Nascido no Rio Grande do Sul, foi responsável pela conexão de Roraima (Amazônia Brasileira) à Internet, em 1992, com o primeiro acesso à Internet e à WWW feito em Roraima. Ele fundou o primeiro provedor de acesso nas terras de Makunaima em 1996 e os servidores foram totalmente baseados em software open source. Com a evolução da Internet e a possibilidade de criação de sites dinâmicos, ele foi o criador do primeiro portal de informações do Estado de Roraima, em janeiro de 2002, baseado em PHP e MySQL.